# Border terrier
A border terrier  egy angol kutyafajta.

## Történet
Kialakulása az 1700-as évekre tehető. Tény, hogy hasonló alakú kutyák már léteztek a 18. században is. Nevében a "Border" szó az angol-skót határvidékre utal, ahol akkoriban híres vadászatokat rendeztek. Az első fajtaklubot 1921-ben alapították. Napjainkban már szinte az egész világon elterjedt.

## Képgaléria

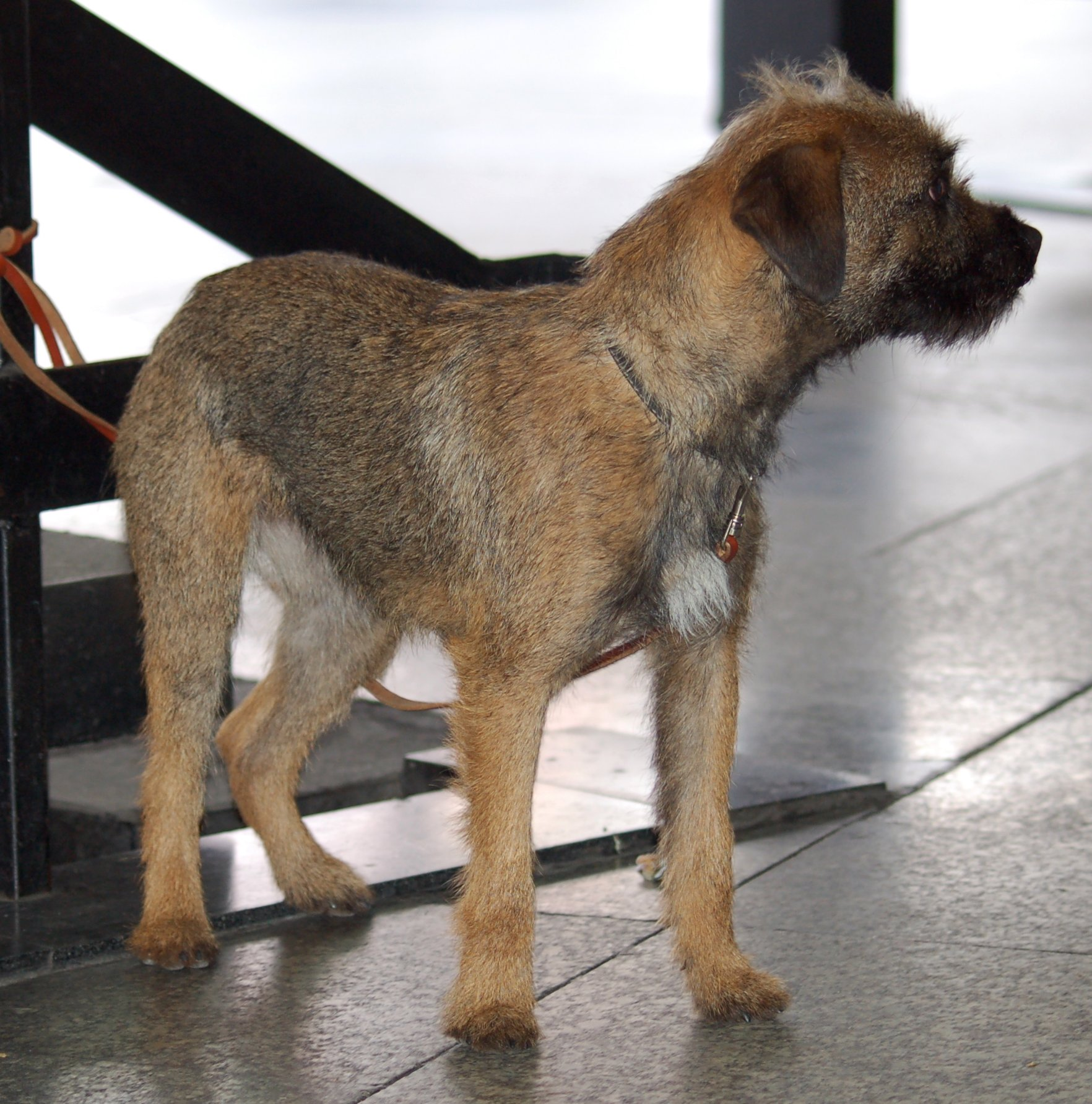
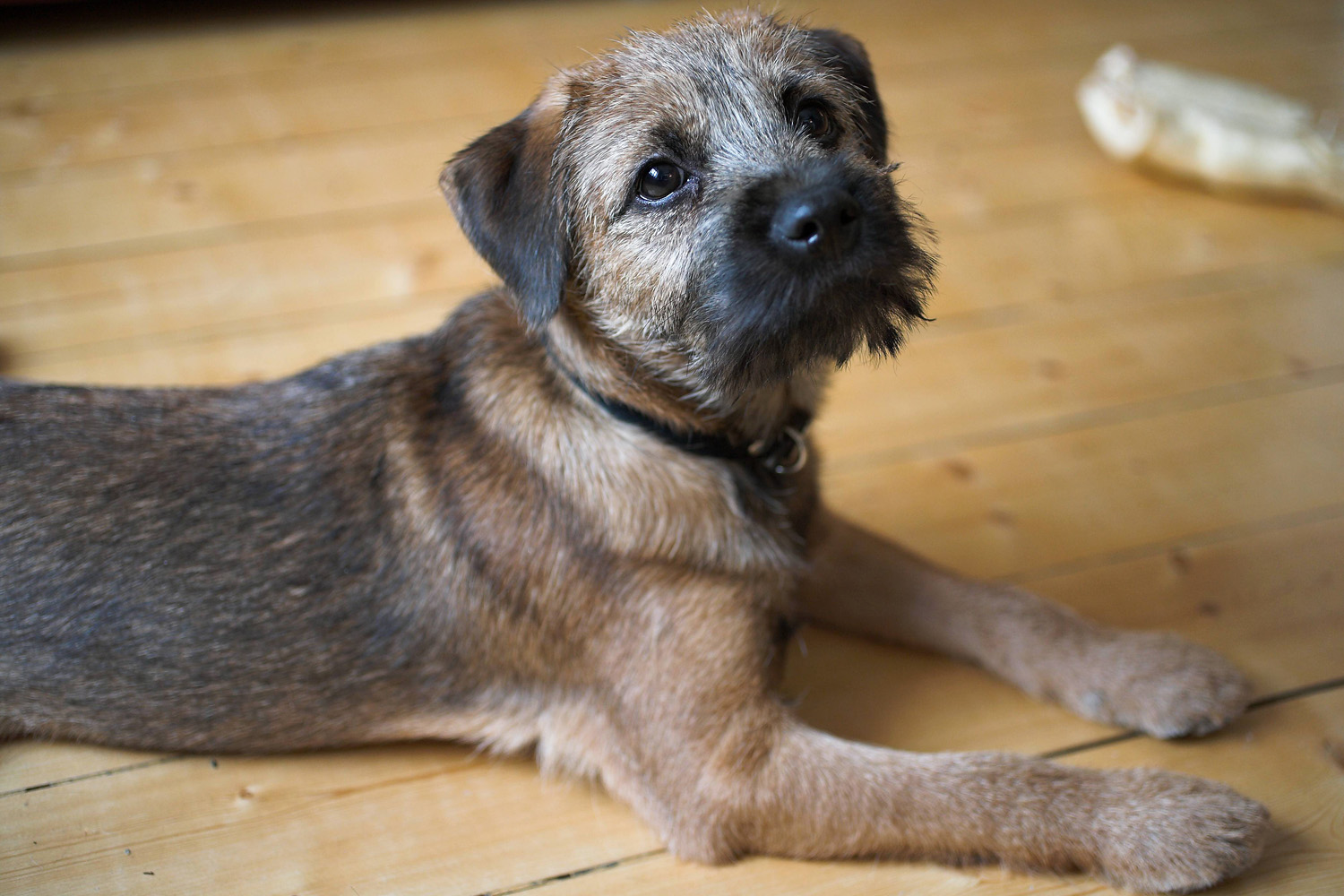
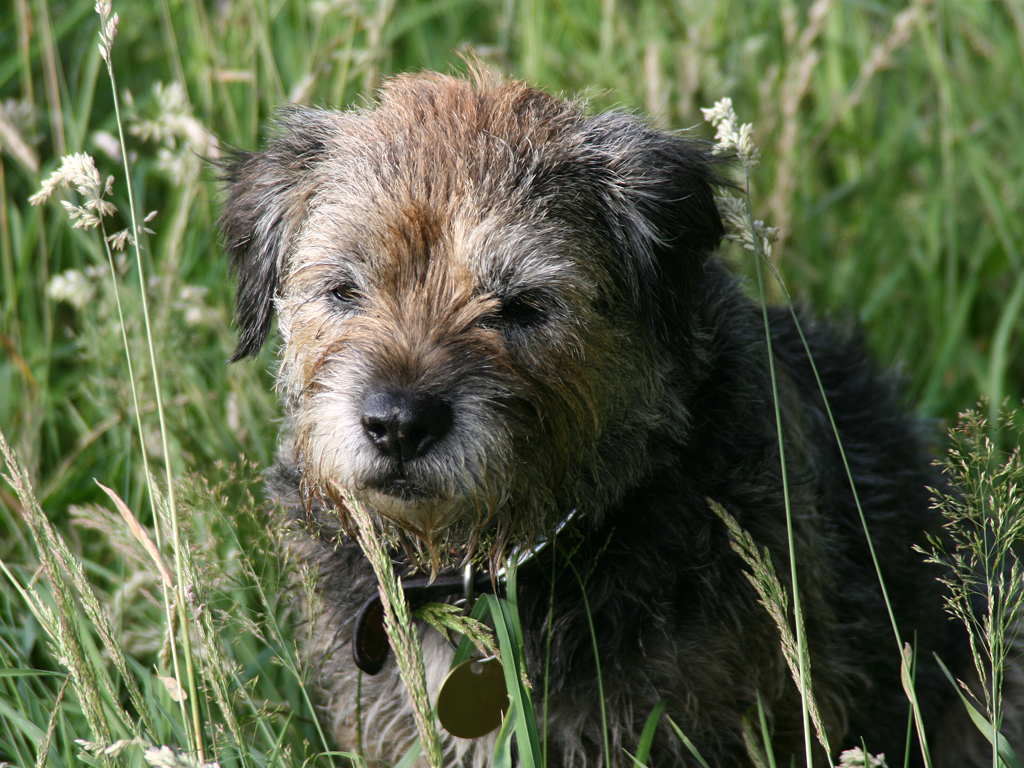
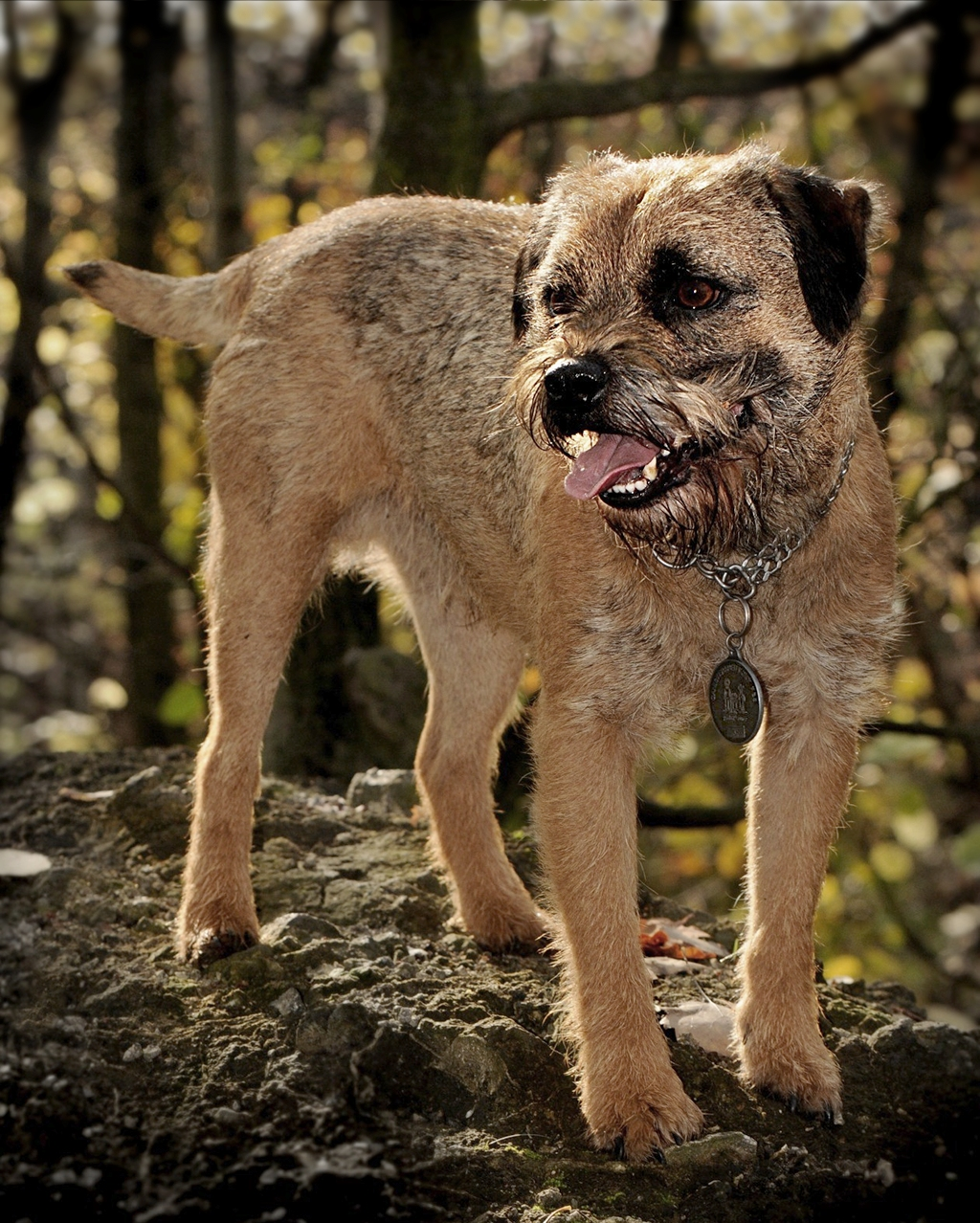

## Külleme
A legkisebb terrierek egyike, marmagassága mindössze 25 cm, tömege 5–7 kg. Durva szőrzete megvédi őshazájában, Skócia és Anglia határvidékének zord időjárásától. Kis termete dacára a rókavadászatokon képes lépést tartani a lovasokkal. Könnyedén bebújik a föld alatti üregekbe, bátran szembeszáll a rókával, sőt még a harciasabb borzzal is.

## Jelleme
Természete rámenős és éber.

## Külső hivatkozások
- Border terrier fajtaleírás: a vakmerő és kalandvágyó társ, aki bárhová szívesen elkísér
- A border terrier. haziallat.hu. (Hozzáférés: 2010. szeptember 30.)
- Border Terrier Club of America - BTCA
- Border Terrier Canada
- Border Terrier Show Results in the U.K.